# Eriosoma mimicum
Eriosoma mimicum är en insektsart som beskrevs av Hottes och Theodore Henry Frison 1931. Eriosoma mimicum ingår i släktet Eriosoma och familjen långrörsbladlöss. Inga underarter finns listade i Catalogue of Life.